# Khí hậu Ấn Độ

Bản đồ phân loại khí hậu của Ấn Độ.

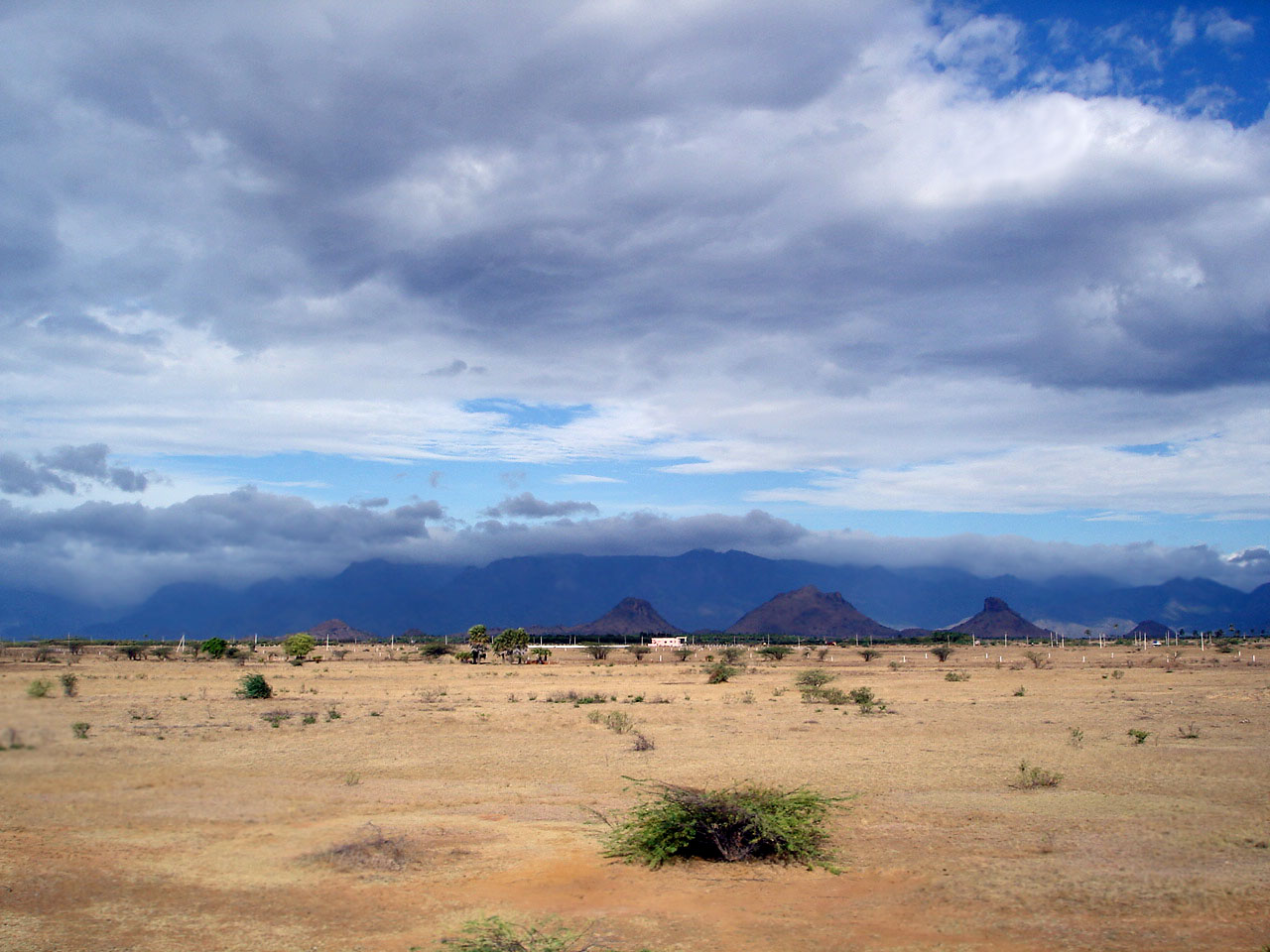
Một vùng bán khô cằn ở vùng bóng đổ gần Tirunelveli, Tamil Nadu. Những đám mây gió mùa cuốn trôi những cơn mưa trên những cánh rừng tươi tốt cách nơi cao chỉ vài cây số Karela đối mặt với trên gió và dưới gió, nhưng đã bị ngăn cản đến Tirunelveli bởi dãy núi Agasthyamalai của Tây Ghats (nền).

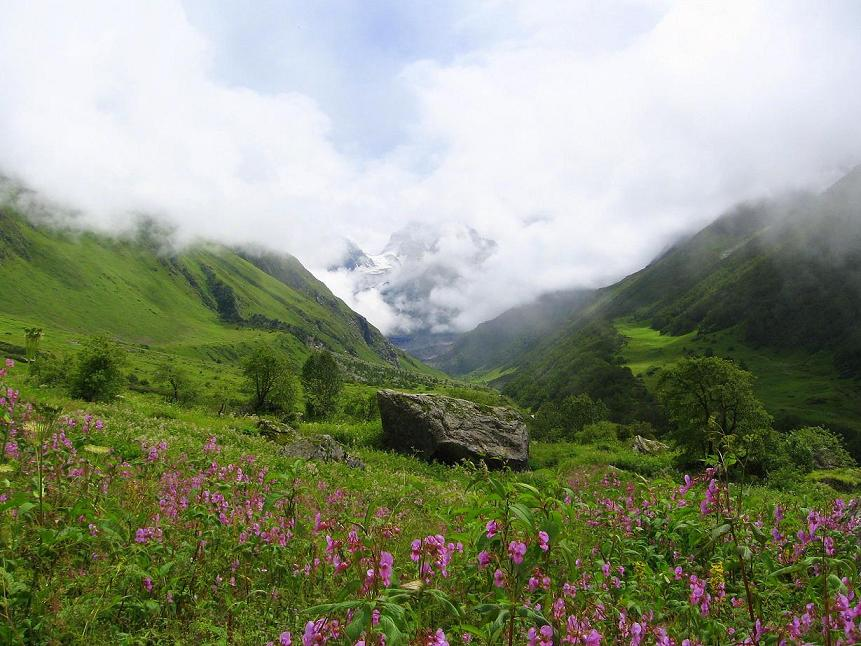
Một cảnh trong Uttarakhand của thung lũng của Vườn quốc gia Hoa. Trái ngược với vùng bóng râm của Tirunelveli, công viên này nhận được lượng mưa lớn do vị trí của nó ở vùng đồi núi trên gió và dưới gió nằm giữa Zanskars và Đại Himalayas.

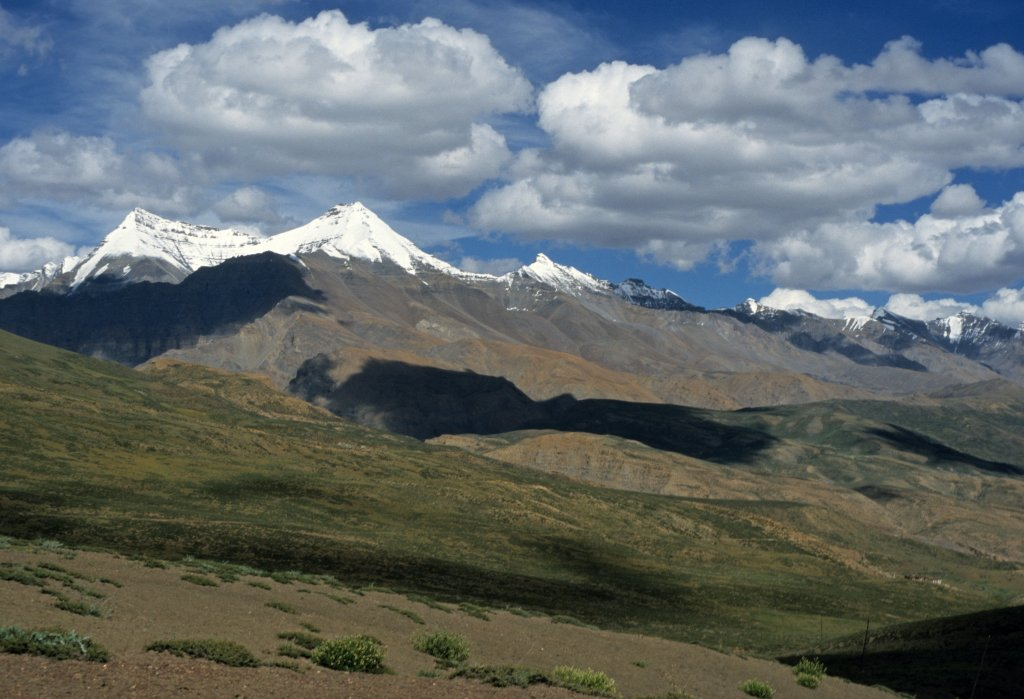
Sự hình thành dãy Himalaya (trong ảnh) thời kỳ Eucene sớm khoảng 52 mya là yếu tố chính quyết định khí hậu ngày nay của Ấn Độ; khí hậu toàn cầu và hóa học đại dương có thể đã bị ảnh hưởng.

Khí hậu của Ấn Độ bao gồm nhiều điều kiện thời tiết khác nhau trên phạm vi địa lý rộng lớn và địa hình đa dạng, làm cho các khái quát hoá trở nên khó khăn. Dựa trên hệ thống Köppen, Ấn Độ có sáu tiểu thể khí hậu chính, từ sa mạc khô cằn ở phía tây, dốc núi cao và sông băng ở phía bắc và các vùng nhiệt đới ẩm ướt hỗ trợ các khu rừng nhiệt đới ở phía tây nam và đảo. Nhiều vùng có khí hậu cực kỳ khác biệt. Quốc gia này có bốn mùa: mùa đông (tháng 12, tháng 1 và tháng 2), mùa hè (tháng 3, tháng 4 và tháng 5), mùa mưa gió mùa (tháng 6 đến tháng 9) và mùa mưa hậu (tháng 10 đến tháng 11).
Địa lý và địa chất của Ấn Độ rất quan trọng về mặt khí hậu: sa mạc Thar ở phía tây bắc và dãy Himalayas ở phía bắc làm việc song song để tạo ra một chế độ gió quan trọng về văn hoá và kinh tế. Là dãy núi cao nhất và lớn nhất của Trái Đất, dãy Himalaya ngăn chặn dòng chảy của gió katabatic lạnh lẽo từ Cao nguyên băng giá Tây Tông và Bắc Trung Á. Phần lớn miền Bắc Ấn Độ được giữ ấm hoặc chỉ lạnh lẽo lạnh hoặc lạnh vào mùa đông; cùng một đập nhiệt giữ hầu hết các vùng ở Ấn Độ nóng vào mùa hè.
Mặc dù chí tuyến Bắc - ranh giới giữa vùng nhiệt đới và cận nhiệt đới - đi qua giữa Ấn Độ, phần lớn đất nước có thể được coi là khí hậu nhiệt đới. Cũng như ở nhiều vùng nhiệt đới, gió mùa và các mô hình thời tiết khác ở Ấn Độ có thể không ổn định: các đợt hạn hán, lũ lụt, lốc xoáy, và các thảm hoạ thiên nhiên khác thường không thường xuyên, nhưng đã di dời hoặc chấm dứt hàng triệu cuộc sống của con người. Có một ý kiến khoa học cho rằng ở Nam Á các sự kiện khí hậu như vậy có thể sẽ thay đổi về tính không thể đoán trước được, tần suất và mức độ nghiêm trọng. Các thay đổi thực vật đang diễn ra và trong tương lai và mực nước biển dâng hiện tại và sự ngập nước tại các vùng duyên hải ở Ấn Độ thấp là những tác động khác hiện tại hoặc dự đoán được do sự ấm lên toàn cầu.

## Lịch sử

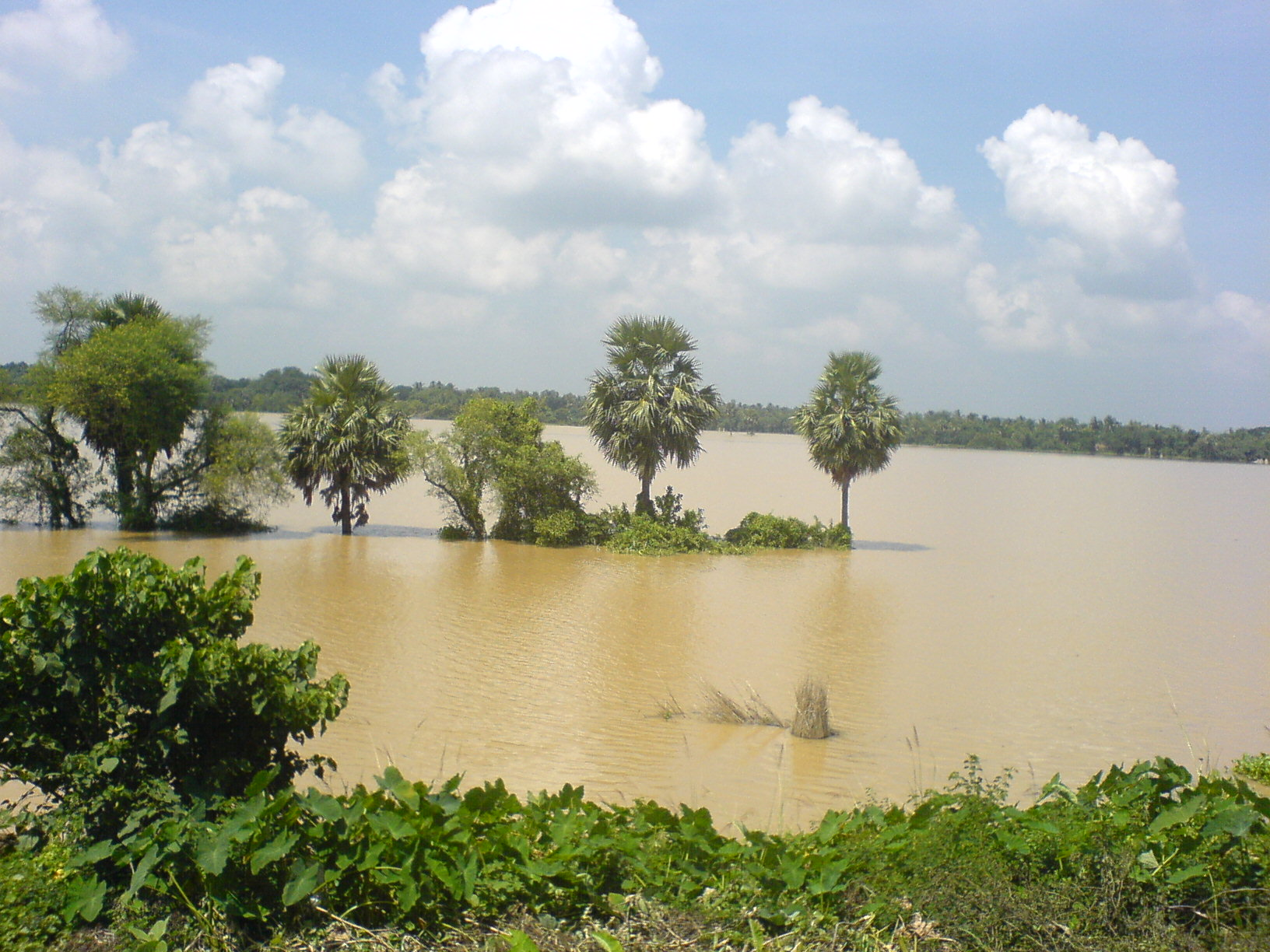
Nhiều vùng vẫn còn bị ngập trong những trận mưa lớn do gió mùa ở Tây Bengal

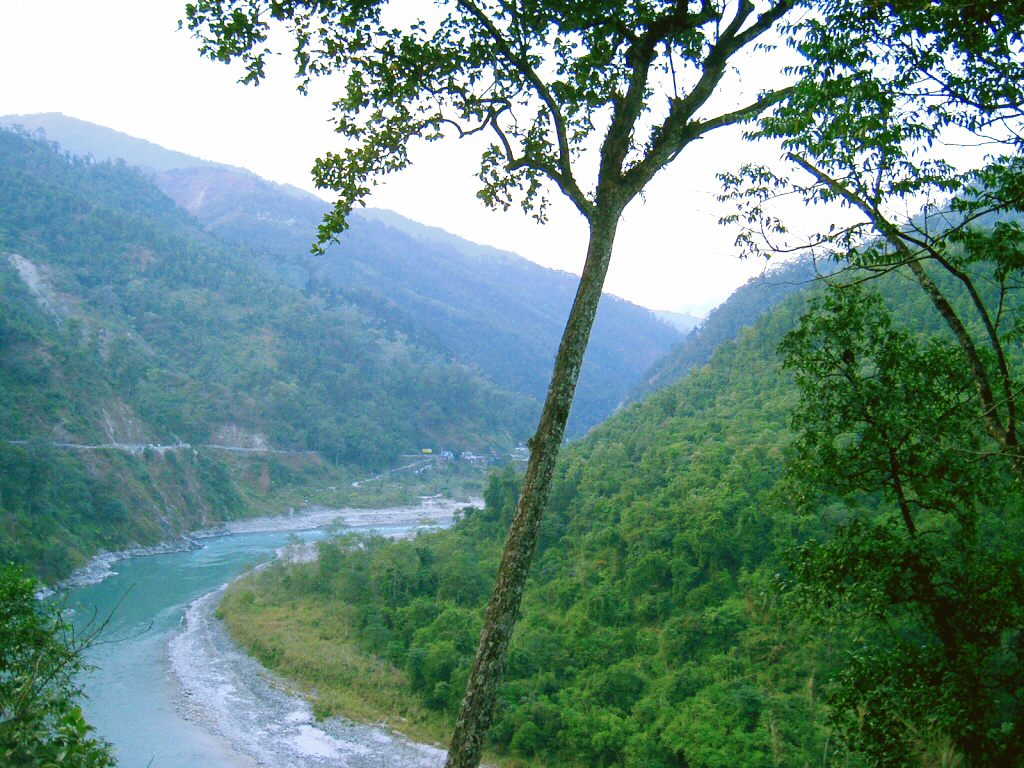
Quốc lộ 31A với gió dọc theo bờ sông Teesta gần Kalimpong, ở vùng núi thấp Hymalaya Darjeeling ở Tây Bengal.

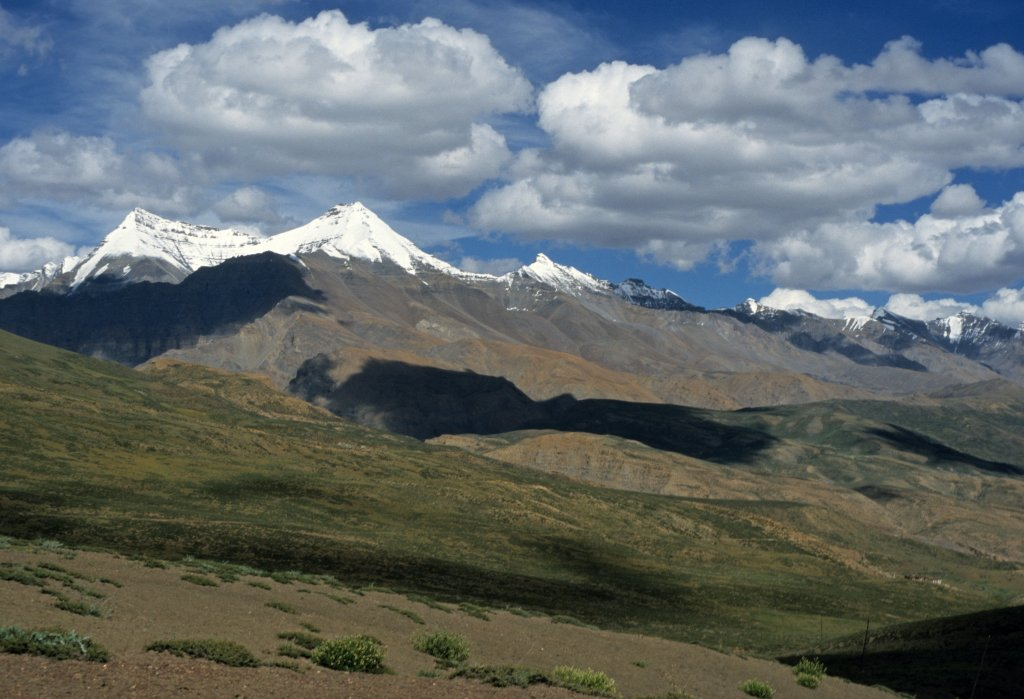
Sự hình thành của dãy Himalaya trong thời đại Eoenen khoảng 53 triệu năm trước là chìa khóa để xác định khí hậu hiện tại của Ấn Độ; khí hậu toàn cầu và hóa học đại dương có thể đã bị ảnh hưởng.

Trong thời kỳ Trias khoảng 251-199.6 Ma, Tiểu Lục địa Ấn Độ là một phần của siêu lục địa rộng lớn được gọi là Pangea. Mặc dù vị trí của nó nằm trong một vành đai ở vĩ độ cao ở độ cao 55-75 ° S hiện đang chiếm bởi các phần của bán đảo Nam Cực, ngược với vị trí hiện tại của Ấn Độ từ 5 đến 35 ° N-Ấn Độ có thể trải qua một khí hậu ẩm ướt với nước ấm và băng giá không có thời tiết, mặc dù với những mùa rõ ràng. Ấn Độ sau đó sáp nhập vào miền Nam siêu lục địa Gondwana, một quá trình bắt đầu khoảng 550-500 Ma. Trong thời kỳ Paleozoi muộn, Gondwana mở rộng từ một điểm gần Nam cực đến gần đường xích đạo, nơi mà craton Ấn Độ (vỏ lục địa ổn định) được đặt, dẫn đến một bầu khí hậu ôn hòa thuận lợi cho việc chứa các hệ sinh thái có mật độ cao. Điều này được nhấn mạnh bởi trữ lượng than lớn của Ấn Độ - phần lớn là từ trầm tích trầm tích Paleozoi muộn - dự trữ lớn thứ tư trên thế giới. Trong Mesozoi, thế giới, kể cả Ấn Độ, ấm hơn đáng kể so với ngày nay. Với sự xuất hiện của Carbon, sự nóng lên toàn cầu đã gây ra sự băng hà rộng lớn, trải dài từ Bắc Phi về phía Ấn Độ; thời kỳ mát mẻ này kéo dài đến Permian.
Phong trào kiến tạo bởi tấm mảng Ấn Độ đã khiến nó vượt qua một điểm nóng địa chất - điểm nóng Réunion - hiện đang bị chiếm bởi hòn đảo núi lửa Réunion. Điều này dẫn đến một sự kiện bazan lốc lớn đặt Deccan Traps khoảng 60–68 Ma, vào cuối giai đoạn Creta. Điều này có thể đã góp phần vào sự kiện tuyệt chủng thời kỳ Creta-Paleogene toàn cầu, khiến Ấn Độ phải chịu sự giảm bớt đáng kể. Các mức độ khí quyển lưu huỳnh tăng lên đã hình thành các hạt aerosol như sulfur dioxide và axít sulfuric, tương tự như các chất có trong không khí của sao Kim; những chất này kết tủa như mưa axit. Tăng lượng khí thải CO2 cũng góp phần vào hiệu ứng nhà kính, gây ra thời tiết ấm hơn kéo dài sau khi lớp vỏ bọt khí quyển của bụi và bình xịt tan đi. Những thay đổi khí hậu hơn 20 triệu năm trước, rất lâu sau khi Ấn Độ rơi vào vùng đất Lauras, đã đủ nghiêm trọng để gây ra sự tuyệt chủng của nhiều dạng Ấn Độ đặc hữu.  Sự hình thành của dãy Himalaya dẫn đến việc ngăn chặn không khí Trung Á lạnh buốt, ngăn không cho nó đến được Ấn Độ; điều này làm cho khí hậu của nó ấm lên đáng kể và nhiệt đới hơn trong nhân vật hơn là nó đã có thể đã được.